# تشيكاهيرو كوباياشي
تشيكاهيرو كوباياشي (小林親弘 كوباياشي تشيكاهيرو) هو ممثل ياباني ولد في 5 سبتمبر 1983 في محافظة آيتشي.

## أدواره في الأنمي

### مسلسلات أنمي تلفزيونية
- غولدن كاموي - سايتشي سوغيموتو
- بيستارز - ليغوشي
- فيوليت إيفرغاردن - توبي سيلوين
- إعادة تجسيدي في هيئة هلام - رانغا
- غريت بريتيندر - كلارك إبراهيم
- ذا غود أوف هاي سكول - الحكم R
- فريق الإطفاء الناري - أسولت
- فريق الإطفاء الناري: الجزء الثاني - أسولت
- أهيرو نو سورا - كازوشي كاشيواغي
- هل من الخطأ التعرف على الفتيات في الدانجون؟ II - آريس

### أنمي الإنترنت
- المقيم الأبدي IMMORTAL - شينريجي

### أفلام أنمي
- برن ذا ويتش - برونو بانغنايف

## أدواره في ألعاب الفيديو
- فاينل فانتسي VII ريميك - بوتش

## أدواره في الدبلجة اليابانية
- امسك العلم - ستيف غيغز
- باتمان ضد سوبرمان: فجر العدالة - باري آلن/البرق
- الفرقة الانتحارية - باري آلن/البرق
- وحوش مذهلة وأين تجدها - لانغدون شو
- سوبرغيرل - وينسلو شوت
- أساطير الغد - جون كونستانتين